# Enzo Pakihivatau
Pour les articles homonymes, voir Pakihivatau.
Pas d'image ? Cliquez ici

a Compétitions nationales et continentales officielles uniquement.

b Matchs officiels uniquement.
Dernière mise à jour le 30 avril 2020.
Enzo Pakihivatau, né le 8 juin 1996, est un joueur français de rugby à XV. Il évolue au poste de talonneur au CS Villefranche-sur-Saône.

## Biographie
Enzo Pakihivatau est le fils de Laurent Pakihivatau. Il a deux frères, Maïno et Lyan, et deux sœurs, Laïna et Malekalita.
Il fait un bac S au sein de la section sportive du lycée Lumière.
Il évolue en catégorie crabos au Lyon OU puis il intègre son centre de formation en 2015,,,. En 2017, il prolonge de deux ans au centre de formation.
Il est sélectionné en équipe de France de rugby à XV des moins de 18 ans, et moins de 19 ans,,,,.
En 2015, il participe à la 7e édition du Tournoi des 2 Hémisphères avec la sélection Rhône-Alpes des moins de 20 ans.
En 2018, il est prêté au SO Chambéry,.
En 2019, il s'engage avec le CS Villefranche-sur-Saône.